# It's a wrap / Se acabó
It's a wrap / Se acabó es la quinta producción discográfica en la carrera en solitario del dúo venezolano de hermanos Servando & Florentino, lanzado el 21 de octubre de 2010 en Venezuela, el álbum no fue puesto en venta en las tiendas discográficas, sino que fue lanzado a través del diario El Nacional en las principales ciudades del país (encartado con un valor de Bs. 35) y en algunas estaciones de radio de Caracas. El álbum solo fue publicado ese día y no ha sido publicado fuera de Venezuela.

## Contenido
El álbum consta de dos lados, el primero consta mayormente de baladas como «Pensando en ti» (con Max Pizzolante) y el primer sencillo «Me vas a Recordar», otras canciones con mezlcas de pop y música latina como «Loco», con Blanquito Man de la agrupación venezolana de ska King Changó; y una canción pop rock con toques de soft rock y folk «Yo te Conseguí»; el lado A finaliza con una balada de protesta social, «Vivir por Matar», que ya había sido interpretada en el concierto benéfico del dúo en el Anfiteatro de El Hatillo el 24 de octubre de 2008 ante 600 personas.
El lado B está compuesto por salsa y mezclas acústicas; son cuatro canciones "salseras" como «Cada Minuto», «Frenando el Corazón», «Vete» y «Se Acabó», esta última también con influencias "protestistas" al igual que «Vivir por Matar», después para completar el álbum están dos pistas adicionales que son, la remezcla de «Se Acabó» con la participación de Oscar D'León y «Pensando en ti», un sencillo del disco Mis Teorías de Max Pizzolante.

## Promoción
Antes del lanzamiento del álbum el 21 de octubre de 2010, el primer sencillo había sido publicado el 18 de enero de mismo año al mismo tiempo en 11 países distintos al mismo tiempo (5:00 p. m.), tal logro fue la primera que un artista venezolano lo hacía, «Me vas a Recordar», que ya se había hecho con el primer lugar en Top 100 del Record Report de Venezuela. Al igual que el primer sencillo, la canción de Servando & Florentino con Max Pizzolante «Pensando en ti» fue un éxito en el país, aunque la canción fue un sencillo del álbum debut de Pizzolante, Mis Teorías, se incluyó como bonus track en el álbum.
El tema «Yo Quería», que fue incluida en el álbum, en el lado A, ya había aparecido en la telenovela de Venevisión de Torrente, un torbellino de pasiones de 2008.
Para la promoción del álbum se hicieron dos videos musicales, una para el primer sencillo «Me vas a Recordar» y otro para la canción de Max Pizzolante con Servando & Florentino «Pensando en ti» que aparece en It's a Wrap / Se Acabó y en la edición especial del álbum debut de Max Pizzolante Mis Teorías, publicado en agosto de 2009.
Los dos videos fueron dirigidos por Daniel Duran y fueron grabados en Nueva York.

## Lista de canciones
| Lado A |                     |               |          |  |
| N.º    | Título              | Invitado      | Duración |  |
| 1.     | «Me Vas a Recordar» |               | 3:13     |  |
| 2.     | «Yo Quería»         |               | 3:27     |  |
| 3.     | «Como Una Sombra»   |               | 2:53     |  |
| 4.     | «Loco»              | Blanquito Man | 3:17     |  |
| 5.     | «No Te Hice Nada»   |               | 3:22     |  |
| 6.     | «Ya Te Conseguí»    |               | 3:46     |  |
| 7.     | «Vivir Por Matar»   |               | 4:00     |  |
| 23:54  |                     |               |          |  |

| Lado B |                       |          |  |
| N.º    | Título                | Duración |  |
| 8.     | «Cada Minuto»         | 4:03     |  |
| 9.     | «Frenando el Corazón» | 4:31     |  |
| 10.    | «Vete»                | 4:27     |  |
| 11.    | «Se Acabó»            | 5:35     |  |
| 18:36  |                       |          |  |

| Bonus tracks |                    |                |          |  |
| N.º          | Título             | Invitado       | Duración |  |
| 12.          | «Se Acabó (Remix)» | Oscar D'León   | 4:43     |  |
| 13.          | «Pensando En Ti»   | Max Pizzolante | 3:16     |  |
| 7:58         |                    |                |          |  |